# Authion
Der Authion (im Oberlauf: Changeon) ist ein Fluss in Frankreich, der in den Regionen Centre-Val de Loire und Pays de la Loire verläuft. Er entspringt als Changeon im Gemeindegebiet von Hommes, entwässert anfangs in westlicher Richtung, schwenkt dann auf Süd und erreicht bei Bourgueil das Loire-Tal. Hier schwenkt er wieder nach Westen ein und verläuft ab nun im Abstand von wenigen Kilometern parallel zur Loire. Bei Saint-Nicolas-de-Bourgueil, etwa ab der Einmündung seines linken Nebenflusses Lane ändert er plötzlich seinen Namen auf Authion und mündet nach insgesamt rund 100 Kilometern im Gemeindegebiet von Sainte-Gemmes-sur-Loire, unweit von Angers, als rechter Nebenfluss in die Loire.
Auf seinem Weg durchquert der Fluss die Départements Indre-et-Loire und Maine-et-Loire sowie den Regionalen Naturpark Loire-Anjou-Touraine. Im Unterlauf wurde der Fluss begradigt und kanalisiert. Die Schifffahrt wurde jedoch bereits eingestellt.

## Orte am Fluss
- Hommes
- Gizeux
- Bourgueil
- Saint-Nicolas-de-Bourgueil
- Saumur
- Mazé
- Corné
- Brain-sur-l’Authion
- Les Ponts-de-Cé
- Sainte-Gemmes-sur-Loire